# Jacob Antoon Kerchof
Jacob Antoon Kerchof (1625-1685) was een belangrijke Brugse genealoog van wie het grootste deel van zijn werken verzameld is en bewaard in de Openbare Bibliotheek Brugge.

## Leven en loopbaan

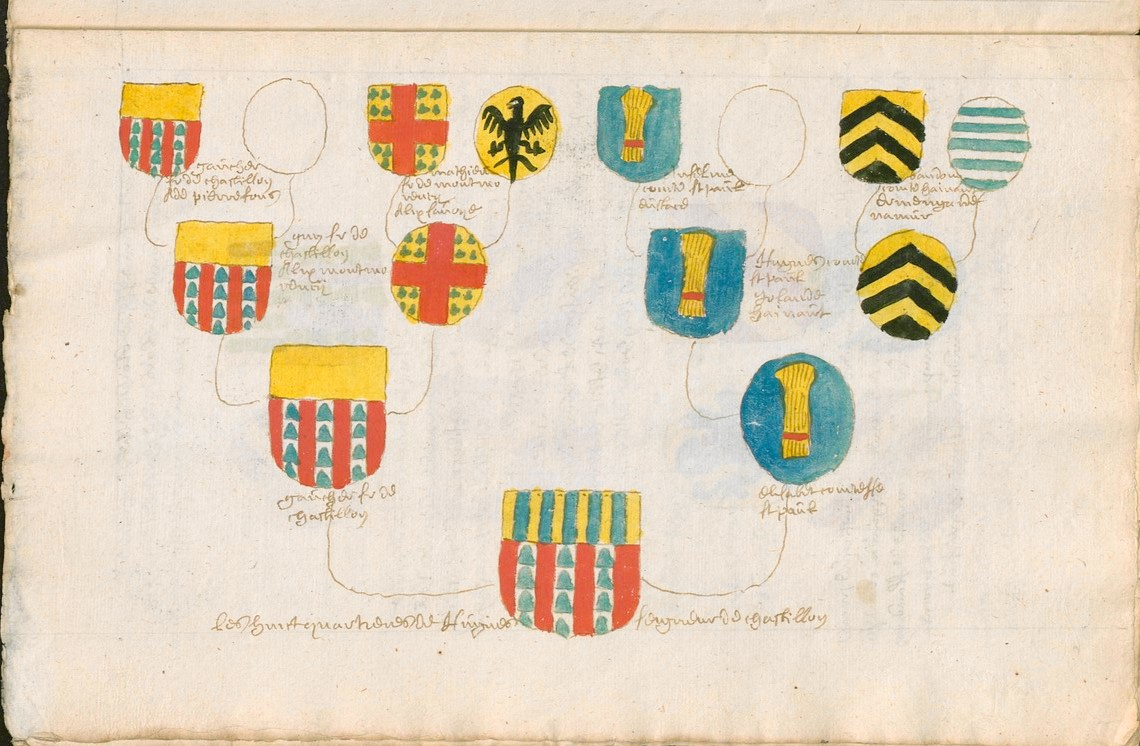
Genealogie aan de hand van heraldische symbolen. Opgetekend door Jacob Antoon Kerchof en bewaard in de Openbare Bibliotheek Brugge.

### Familie
Jacob Antoon Kerchof stamde uit een geslacht van Brugse bakkers. Vader Guillelmus bijvoorbeeld, had een bakkerij gestart in 1625 op de Gouden-Handrei aan de Carmersbrug in het huis genaamd Schomynkel. Lang zou hij zijn bedrijf niet kunnen uitbaten want hij overleed op 16 augustus 1628, amper drie jaar na zijn aankoop. Zijn weduwe Magdalena Bultynck overleefde haar echtgenoot daarna ook niet zo heel lang: zij overleed tien jaar later op 10 februari 1639. Jacob Antoon, geboren in 1625, was dan net geen 14 jaar en werd verder opgevoed door zijn oom, Jacob Kerchof. Deze overleed echter zelf nauwelijks twee maand later op 29 april 1639, waardoor zijn tweede echtgenote Barbara Canneel nu de zorg had over Jacob, samen met zijn broer en zus. 

### Militaire en kerkelijke loopbaan
Jacob groeide dus op in Brugge en koos aanvankelijk voor een militaire loopbaan. Hij was in 1651 in dienst van koning Philips IV van Spanje als alferis (vaandeldrager) in een regiment Waalse infanteristen, vervolgens alferis-coronel (vaandeldrager-kolonel) en in 1652 kapitein-commandant van het fort de Ruyte (Watten). Lang duurde zijn militaire carrière niet. Hij ruilde zijn militaire loopbaan snel in voor een kerkelijke loopbaan. Wellecht in de loop van 1654 verliet hij het leger en werd hij seculier priester. Hij werd gewijd op 27 maart 1655. Op 17 juni 1658 trad hij toe tot de Brugse rederijkerskamer van de Heilige Geest. Mogelijk is hij ook de heer Jacob van den Kerckhove die in 1663 verbonden werd aan de kapel in de Brugse Onze-Lieve-Vrouwekerk, gewijd aan het altaar van de H. Maagd en waar hij als priester erediensten celebreerde. In 1669 bekwam hij een prebende (inkomsten voor levensonderhoud) als kanunnik van het kapittel van de abdij van Mesen. Kort daarop (rond 1670) werd hij kapelaan van de collegiale Onze-Lieve-Vrouwekerk te Brugge. Hij bleef het tot aan zijn dood op 3 april 1685. 

## Genealoog
Ondanks zijn kerkelijke ambities, stelde Jacob Antoon Kerchof zijn leven vooral in dienst van de familiekunde. Het leven als kanunnik en kapelaan zorgde voor financiële adem en veel vrije tijd, zodat Kerchof zich vol gaf aan zijn liefhebberij, eigenlijk ook zijn beroep: familiekundig en heraldisch onderzoek. Dat hij het grootste gedeelte van zijn leven in Brugge bleef wonen en kon terugvallen op een specifiek netwerk, maakte dit alles nog meer vanzelfsprekend. 

### Werken en verzameling

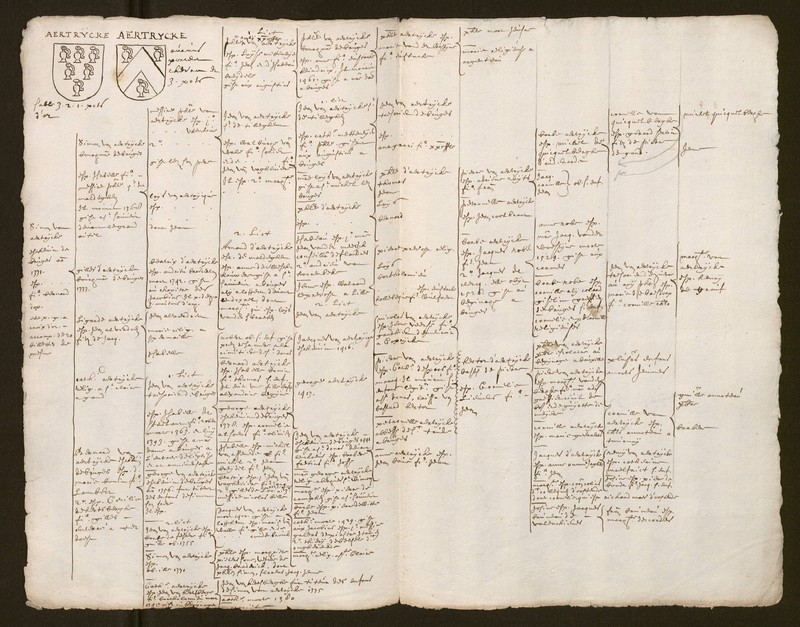
Uitgeschreven genealogie van de familie Aertrycke, opgetekend door Jacob Antoon Kerchof. De stambonen zijn verticale schema's d.w.z. de kinderen van een zelfde gezin staan onder elkaar, opeenvolgende generaties staan in kolommen naast elkaar van links naar rechts. Rechtsboven staat het familiewapen. Bewaard door de Openbare Bibliotheek Brugge.

Hij had blijkbaar al vroeg in zijn leven een belangstelling voor genealogie en heraldiek opgevat. Zo had hij in het fort van Ruyte een handschrift (Recueil du Blason) samengesteld dat een wapenboek en heraldisch traktaat bevatte. In 1654 begon hij een ander handschrift: Vergaderijnghe van Begravijnghe van Edelmans met 4 ofte 8 quartieren door J.A. Kerchof 1654. De eerste inschrijving betreft de kwartieren van iemand overleden op 1 januari 1654. Gedurende 20 jaar vulde hij, naarmate er nieuwe grafmonumenten met wapenschilden in Brugse kerken werden opgericht regelmatig zijn handschrift aan. Zijn laatste aantekening betreft iemand overleden op 30 oktober 1673. Nog vele andere handschriften zouden, gespreid over drie decennia, door hem aangelegd worden. In de inleidingen of slotwoorden wijdt hij vaak uit over zijn motieven; hij deed het als tijdverdrijf, curiositeit en tot lof van de overleden of tot voorbeeld voor zijn en haar nageslacht. In 1670 begon hij met de samenstelling van een handschrift met lijsten van het Brugs stadsbestuur (de burgemeesters, schepenen, raden, schatbewaarders en hoofdmannen van de zestendelen (de zes stadswijken)), dat hij aanvulde met lokaalhistorische gegevens. 
Uitwisselen met andere genealogen, prospectie in kerken, kapellen en kloosters, en opzoekingen in zijn handbibliotheek leidden uiteindelijk tot een indrukwekkende verzameling van vandaag 1423 genealogieën op papier van families/familienamen uit de Nederlanden en Noord-Frankrijk. Aanvullingen van alle slag, ook door latere bezitters, maken de collectie zeer intrigerend. 

### Vermenging fictie en realiteit
Kerchof ging volledig in zijn onderzoek op en op een gegeven moment smolt de grens weg tussen zijn eigen handel en wandel, en de vele levens die in zijn papieren tot leven kwamen. Niets weerhield Kerchof er nog van om deze tweede realiteit in zijn eigen leven te vermengen tot een fictieve wereld. Dit leidde tot het vervalsen van een familiewapen en van zijn afstemming, en tot het heimelijk aanbrengen van de namen en het wapen van zijn fictieve voorouders op een laatmiddeleeuwse grafsteen van ‘zijn’ kerk. Toen de kapelaan deze vervalsing ook in zijn papieren wereld, in zijn genealogische verzameling binnenloodste, was voor hem de fictie werkelijkheid geworden.

## Waarde voor hedendaags onderzoek
Anders dan Kerchof kunnen we vandaag met afstand naar de bron op papier bekijken. Afstand laat toe om vooreerst de waarde van deze verzameling volledig tot zijn recht te laten komen. Uiteraard gaat het dan in de eerste plaats om de genealogische collectie als geheel. Maar ook zijn er tientallen boeiende aanknopingspunten, over familiegeschiedenis, wapenkunde, papier- en inktgebruik, leescultuur, adellijke leefwereld, memoriecultuur, schilderkunst, verzamelen en nog veel meer. De Openbare Bibliotheek Brugge kreeg in 2014 de gelegenheid om de verzameling aan te kopen en als handschrift 728 een plaats te geven in haar erfgoedcollectie.